# شلانسکیه کامینگه
شلانسکیه کامینگه (به لاتین: Śląskie Kamienie) یک منطقهٔ مسکونی در جمهوری چک است که در شپیندلروف ملین واقع شده‌است. شلانسکیه کامینگه ۱٬۴۱۳ متر بالاتر از سطح دریا واقع شده‌است.